# Nasinita
La nasinita és un mineral de la classe dels borats. Rep el seu nom en honor de Raffaello Nasini (1854-1931), químic en les universitats de Pàdua i Pisa.

## Característiques
La nasinita és un borat de fórmula química Na₂[B₅O₈(OH)]·2H₂O. Cristal·litza en el sistema ortoròmbic.
Segons la classificació de Nickel-Strunz, la nasinita pertany a «06.EC - Filopentaborats» juntament amb els següents minerals: biringuccita, gowerita, veatchita, volkovskita, tuzlaïta, heidornita i brianroulstonita.

## Formació i jaciments
Va ser descoberta l'any 1961 a Larderello, Pomarance, a la província de Pisa, a la Toscana (Itàlia). Es tracta de l'únic indret on ha estat trobada aquesta espècie mineral.